# Сербский список (Косово)
Сербский список (серб. Српска листа/Srpska lista, алб. Lista Serbe) — представители политической группы сербской общины в Республике Косово, учреждённой в 2014 году.

## История

### 2004 год
В парламентских выборах, состоявшихся в октябре 2004 года, лидер Сербской партии Косова и Метохии (Српска листа за Косово и Метохију) Оливер Иванович занял место в парламенте.

### 2014 год
Общее число голосов, поданных за Сербский список, равнялась 38 169 (5,30 %) на парламентских выборах в Косове 2014.
17 сентября Сербский список заявил, что не присоединится к правительству.

### Увольнение министра Яблановича
Александр Ябланович, министр по делам общин, по требованию оппозиции был отправлен в отставку 3 февраля 2015 года, после того, как он назвал группу этнических албанцев, которые напали на сербских переселенцев в Джяковице с камнями в канун Рождества «дикарями». Его заявление в 2015 году способствовало протестам в Косове. Сербский список решил не присутствовать на следующей сессии Ассамблеи Косова.

## Представители сербской общины в Парламенте Косова
- Ясмина Живкович
- Милка Вуетич
- Елена Бонтич
- Милена Миликевич
- Велимир Ракич
- Боян Митич
- Славко Симич
- Слободан Петрович
- Адам Ходза
- Саша Милославич